# テケスタ光線 〜暗闇を照らす光は宝石のように〜
「テケスタ光線 〜暗闇を照らす光は宝石のように〜」（テケスタこうせん・くらやみをてらすひかりはほうせきのように）は、2005年7月にリリースされたアンティック-珈琲店-の通算5枚目のシングルである。発売元はRock Cafe。

## 解説
- 原宿参部作第壱弾。

## 収録曲
1. テケスタ光線(4分56秒)
  - 作詞:みく／作曲:アンカフェ